# Donaldsonville
Donaldsonville är en stad (city) i Ascension Parish i delstaten Louisiana i USA. Staden hade 6 695 invånare, på en yta av 9,84 km² (2020). Donaldsonville är administrativ huvudort (parish seat) i Ascension Parish.
Stadens historiska franska namn är Lafourche-des-Chitimachas.

## Kända personer från Donaldsonville
- Francis T. Nicholls, militär och politiker, guvernör i Louisiana 1877–1880 och 1888–1892